# ГЕС Бакун (Лусон)
ГЕС Бакун (Лусон) – гідроелектростанція на Філіппінах на острові Лусон. Використовує ресурс із річки Бакун, яка дренує західний схил Кордильєри-Сентраль та впадає праворуч до Амбурайян (має устя на західному узбережжі острова, яке омивається Південно-Китайським морем).
В межах проекту Бакун перекрили бетонною водозабірною греблею висотою 20 метрів, яка спрямовує ресурс до двох підземних камер для видалення осаду розмірами 80х6х10 метрів кожна. Звідси підготована вода потрапляє до прокладеного через лівобережний гірський масив дериваційного тунелю довжиною 9,3 км з діаметром 3,4 метра (останні 1,3 км у діаметрі 2,1 метра).
Споруджений на березі Бакун наземний машинний зал обладнали двома гідроагрегатами потужністю по 35 МВт, котрі включають спарені турбіни типу Пелтон. При напорі у 535 метрів вони забезпечують виробництво 216 кВт-год електроенергії на рік.